# بنتن دایبا
بنتن دایبا (به ژاپنی: 弁天台場 Benten Daiba)، یک قلعه کلیدی جمهوری ازو در ۱۸۶۸–۱۸۶۹ بود. در ورودی خلیج هاکوداته، در جزیره شمالی هوکایدو، ژاپن قرار داشت.
بنتن دایبا توسط معمار ژاپنی تاکدا آیاسابورو در مکانی که قبلاً توسط زیارتگاه بنتن، الهه ثروت اشغال شده بود، ساخته شد. بسیاری از بقایای شینسنگومی معروف آخرین نبرد خود را انجام دادند و در آنجا تسلیم شدند.
بنتن دایبا در نزدیکی گوریوکاکو، قلعه معروفی که محل آخرین نبرد جنگ بوشین بود، قرار دارد.